# Hearts of Hoodlums
Hearts of Hoodlums is het tweede en meest recente studioalbum van de Amerikaanse punkband Whole Wheat Bread. Het album werd uitgegeven op cd via Fighting Records op 20 januari 2009. Basgitarist en zanger Nicholas Largen is sinds de uitgave van het voorgaande studioalbum, Minority Rules (2005), uit de band gegaan en vervangen door Will Frazier. Het album heeft twee gastzangers: punkmusicus Mike McColgan en rapper Murs.

## Nummers
Sommige mensen die Hearts of Hoodlums voor de uitgavedatum al hadden besteld hadden problemen met de verzending van het album. Zij kregen een muziekdownload-versie van het album aangeboden door Fighting Records. Deze versie had 13 tracks met als vierde track het nummer "Ghost Muzik", met als gastzanger Lil Jon. De rest van de nummers was onveranderd gebleven.
1. "Bombs Away" - 3:38
2. "Throw Your Sets Up" - 3:41
3. "Girlfriend Like This " - 3:29
4. "Lower Class Man " - 2:00
5. "I Can’t Think" - 3:35
6. "Ode 2 Father " - 2:57
7. "Staying True" - 3:22
8. "Bloodstains & Bitemarks" - 4:09
9. "Every Man for Himself" - 2:43
10. "New Age Southern Baptist Nigga from da Hood" - 1:14
11. "Catch 22" - 2:57
12. "Stuck in da Dark" - 3:08